# الكسندر أ. فلك
الكسندر أ. فلك هو سياسي أمريكي، ولد في 15 يناير 1900 في نيويورك في الولايات المتحدة، وتوفي في 13 يناير 1975. نشط حزبياً في الحزب الديمقراطي. وقد انتخب عضو جمعية ولاية نيويورك ‏ وانتخب عضو مجلس ولاية نيويورك ‏.